# Tingkem Asli
Tingkem Asli is een bestuurslaag in het regentschap Bener Meriah van de provincie Atjeh, Indonesië. Tingkem Asli telt 670 inwoners (volkstelling 2010).